# 麥卡菲街 (滿地可)
45°30′04″N 73°34′23″W / 45.501025°N 73.572948°W
麥卡菲街（法語：rue Metcalfe）是加拿大魁北克省滿地可的一條南北向街道，位於滿地可市中心卑利街以東，北接舒普基街，南接李域大道。這條街上有聖母世界之后主教座堂及其他著名建築。勒維克大道以南的街道稱為座堂街（rue de la Cathédrale）。街道東側與多車士打廣場及南邊的加拿大廣場相接。
該街道於19世紀中葉開辟，得名於第16任加拿大總督第一代麥卡菲男爵查理斯·麥卡菲。